# Maria Koschny

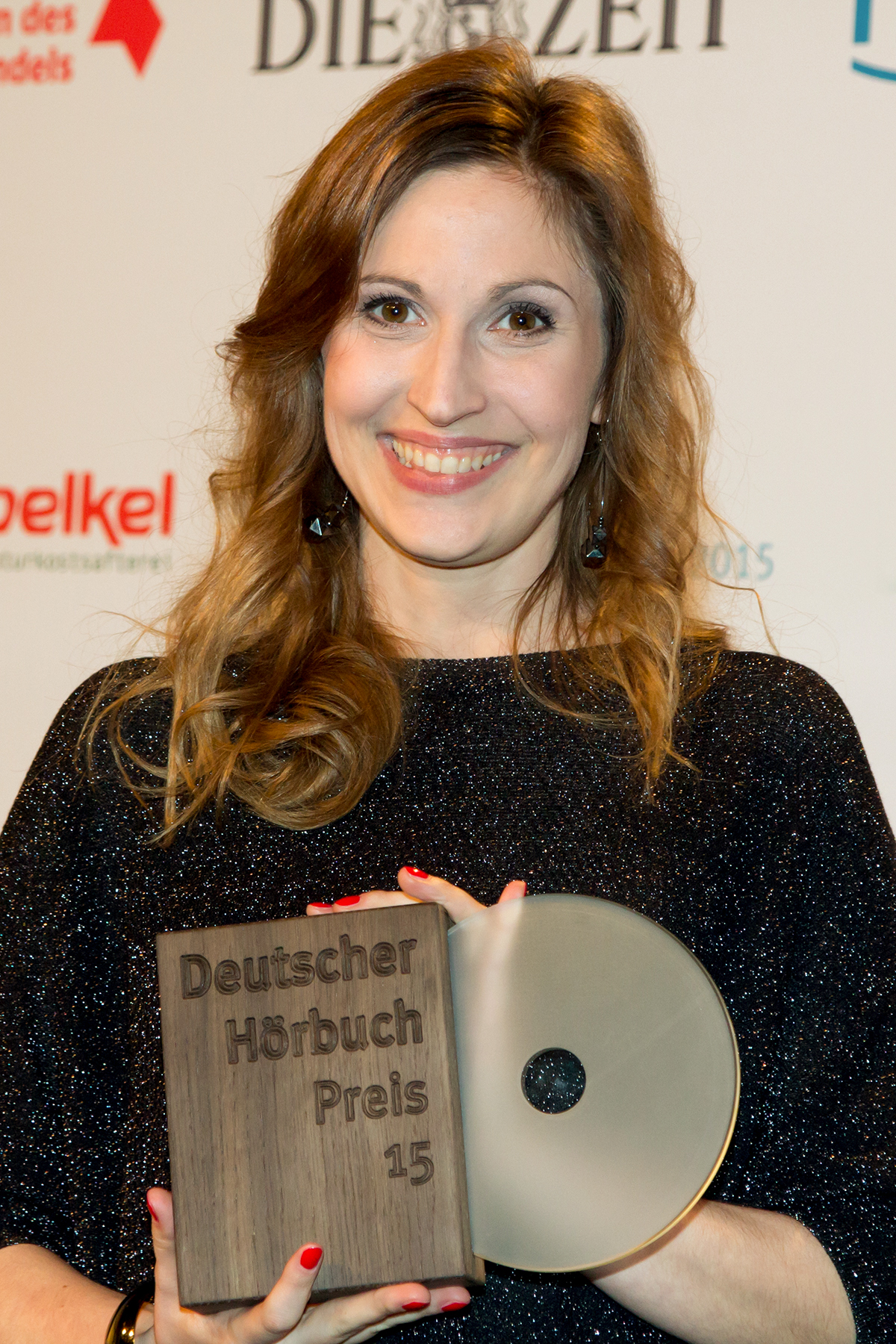
Maria Koschny mit dem Hörbuchpreis 2015

Maria Koschny (* 24. März 1981 in West-Berlin) ist eine deutsche Synchronsprecherin sowie Hörspiel- und Hörbuchsprecherin.

## Leben
Maria Koschny ist die Tochter der Schauspielerin und Synchronsprecherin Katharina Koschny. Sie besuchte das Canisius-Kolleg Berlin. Dort legte sie 2001 ihr Abitur ab.
Maria Koschny ist als Synchronsprecherin tätig. Sie spricht Synchronrollen in Kinofilmen sowie Fernsehserien. Sie lieh ihre Stimme unter anderem Jennifer Lawrence, Lindsay Lohan, Gemma Arterton, Carey Mulligan, Bryce Dallas Howard und Brittany Snow. Maria Koschny ist außerdem als Sprecherin für Hörbücher tätig. Sie las unter anderem die Romane Die Tribute von Panem und die Shopaholic-Reihe von Sophie Kinsella. Bekanntheit erlangte sie auch durch die Lesung des autobiografischen Tagebuch-Romans Seelenficker über das Schicksal einer Drogenabhängigen und Prostituierten.
In der Kategorie „Beste Interpretin“ wurde Maria Koschny für den Deutschen Hörbuchpreis 2012 nominiert (Die Tribute von Panem – Flammender Zorn). 2015 erhielt Koschny den Deutschen Hörbuchpreis als „Beste Interpretin“ für ihre Lesung des Jugendbuches Das Jahr, nachdem die Welt stehen blieb von Clare Furniss.

## Werk (Auswahl)
Brittany Snow
- 2005: Der Babynator, Rolle: Zoe Plummer
- 2007: Hairspray, Rolle: Amber Von Tussle
- 2012: Pitch Perfect, Rolle: Chloe
- 2015: Pitch Perfect 2, Rolle: Chloe
- 2017: Pitch Perfect 3, Rolle: Chloe
- 2016: The Late Bloomer, Rolle: Michelle

Carey Mulligan
- 2010: Wall Street: Geld schläft nicht, Rolle: Winnie
- 2010: Alles, was wir geben mussten, Rolle: Kathy
- 2013: Der große Gatsby, Rolle: Daisy Buchanan
- 2013: Inside Llewyn Davis, Rolle: Jean
- 2015: Am grünen Rand der Welt, Rolle: Bathsheba Everdene
- 2021: Die Ausgrabung, Rolle: Edith Pretty

Gemma Arterton
- 2008: Ein Quantum Trost, Rolle: Agentin Fields
- 2009: Spurlos – Die Entführung der Alice Creed, Rolle: Alice Creed
- 2010: Prince of Persia: Der Sand der Zeit, Rolle: Prinzessin Tamina
- 2010: Kampf der Titanen, Rolle: Io
- 2012: Song for Marion, Rolle: Elizabeth
- 2013: Hänsel und Gretel: Hexenjäger, Rolle: Gretel
- 2014: The Voices, Rolle: Fiona
- 2016: The Girl with All the Gifts, Rolle: Helen Justineau
- 2022: The King’s Man: The Beginning, Rolle: Polyanna Wilkins

Isla Fisher
- 2009: Shopaholic – Die Schnäppchenjägerin, Rolle: Rebecca Bloomwood
- 2013: Die Unfassbaren – Now You See Me, Rolle: Henley Reeves

Jennifer Lawrence
- 2011: X-Men: Erste Entscheidung, Rolle: Raven Darkholme/Mystique
- 2011: Like Crazy, Rolle: Sam
- 2012: Die Tribute von Panem – The Hunger Games, Rolle: Katniss Everdeen
- 2012: House at the End of the Street, Rolle: Elissa
- 2013: Die Tribute von Panem – Catching Fire, Rolle: Katniss Everdeen
- 2013: The Poker House, Rolle: Agnes
- 2014: Die Tribute von Panem – Mockingjay Teil 1, Rolle: Katniss Everdeen
- 2014: X-Men: Zukunft ist Vergangenheit, Rolle: Raven Darkholme/Mystique
- 2014: Serena, Rolle: Serena Pemberton
- 2015: Die Tribute von Panem – Mockingjay Teil 2, Rolle: Katniss Everdeen
- 2015: Joy – Alles außer gewöhnlich, Rolle: Joy
- 2016: X-Men: Apocalypse, Rolle: Raven Darkholme/Mystique
- 2016: Passengers, Rolle: Aurora Lane
- 2017: Mother!, Rolle: Frau des Dichters
- 2018: Red Sparrow, Rolle: Dominika Egorova
- 2019: X-Men: Dark Phoenix, Rolle: Raven Darkholme/Mystique
- 2021: Don’t Look Up, Rolle: Kate Dibiasky
- 2023: No Hard Feelings, Rolle: Maddie

Kat Dennings
- 2006: Big Mamas Haus 2, Rolle: Molly
- 2009: Der göttliche Mister Faber, Rolle: Dahlia
- 2011: Thor, Rolle: Darcy Lewis
- 2013: Thor – The Dark Kingdom, Rolle: Darcy Lewis
- 2021: WandaVision, Rolle: Dr. Darcy Lewis
- 2021, 2023: What If…?, Rolle: Darcy Lewis
- 2022: Thor: Love and Thunder, Rolle: Dr. Darcy Lewis

Kristen Bell
- 2006: Pulse – Du bist tot, bevor Du stirbst, Rolle: Mattie Webber
- 2010: Du schon wieder, Rolle: Marni
- 2010: When in Rome – Fünf Männer sind vier zuviel, Rolle: Beth Harper
- 2016: The Boss, Rolle: Claire
- 2016: Bad Moms, Rolle: Kiki
- 2017: Bad Moms 2, Rolle: Kiki
- 2022: The Woman in the House Across the Street from the Girl in the Window, Rolle: Anna Whitaker

Lindsay Lohan
- 2004: Girls Club – Vorsicht bissig!, Rolle: Cady Heron
- 2006: Zum Glück geküsst, Rolle: Ashley
- 2007: Bobby, Rolle: Diane
- 2009: (K)ein bisschen schwanger, Rolle: Thea Clayhill
- 2010: Machete, Rolle: April Booth
- 2013: Scary Movie 5, Rolle: Lindsay Lohan
- 2013: The Canyons, Rolle: Tara

Mischa Barton
- 2003: Octane – Grausamer Verdacht, Rolle: Natasha „Nat“ Wilson
- 2003–2006: O.C., California (Fernsehserie), Rolle: Marissa Cooper
- 2009: Besessen – Fesseln der Eifersucht, Rolle: Shelby
- 2009: Walled In – Mauern der Angst, Rolle: Sam Walczak
- 2012: Apartment 1303, Rolle: Lara Slate
- 2015: Bunker – Es gibt kein Entkommen, Rolle: Ella

Kristen Stewart
- 2004: Mission: Possible – Diese Kids sind nicht zu fassen!, Rolle: Madeline „Maddy“ Phillips
- 2008: Inside Hollywood, Rolle: Zoe

Jamie Chung
- 2011: Hangover 2, Rolle: Lauren
- 2013: Hangover 3, Rolle: Lauren

Bryce Dallas Howard
- 2009: Terminator: Die Erlösung, Rolle: Kate Brewster Connor
- 2015: Jurassic World, Rolle: Claire Dearing
- 2016: Elliot, der Drache, Rolle: Grace
- 2018: Jurassic World: Das gefallene Königreich, Rolle: Claire Dearing
- 2022: Jurassic World: Ein neues Zeitalter, Rolle: Claire Dearing

### Filme
- 2001: Für Ludivine Sagnier in Kinder der Furcht, Rolle: Daphnée
- 2002: Für Rachael Bella in Ring, Rolle: Rebecca „Becca“ Kotler
- 2003: Für Christina Ricci in Monster, Rolle: Selby
- 2003: Für Alexis Dziena in Mimic 3, Rolle: Rosy Montrose
- 2003: Für Caitlin Wachs in Inspektor Gadget 2, Rolle: Penny
- 2003: Für Pumwaree Yodkamol in Ong-Bak, Rolle: Muay Lek
- 2004: Für Amber Rothwell in White Noise – Schreie aus dem Jenseits, Rolle: Susie
- 2004: Für Jessica Biel in Final Call – Wenn er auflegt, muss sie sterben, Rolle: Cloe
- 2004: Für Kelli Garner in Aviator, Rolle: Faith Domergue
- 2004: Für Julie Gonzalo in Cinderella Story, Rolle: Shelby Cummings
- 2005: Für Kimberly J. Brown in Be Cool, Rolle: Tiffany
- 2005: Für Kerry Condon in Unleashed – Entfesselt, Rolle: Victoria
- 2005: Für Jaime King in Im Dutzend billiger 2 – Zwei Väter drehen durch, Rolle: Anne Murtaugh
- 2005: Für Blake Lively in Eine für 4, Rolle: Bridget
- 2005: Für Adrienne Bailon in Coach Carter, Rolle: Dominique
- 2006: Für Dania Ramírez in X-Men: Der letzte Widerstand, Rolle: Callisto
- 2006: Für Sienna Guillory in Eragon – Das Vermächtnis der Drachenreiter, Rolle: Arya
- 2006: Für Maria Teresa Hurtado in Niemand ist Perfekt, Rolle: Patricia
- 2007: Teenage Mutant Ninja Turtles, Rolle: Karai
- 2007: Für Lacey Chabert in Göttlicher Zufall, Rolle: Jamie Spagnoletti
- 2007: Für Manuela Velasco in Rec, Rolle: Ángela Vidal
- 2008: Für Lizzy Caplan in Cloverfield, Rolle: Marlena Diamond
- 2008: Für Zooey Deschanel in Der Ja-Sager, Rolle: Allison
- 2008: Für Emma Watson in Despereaux – Der kleine Mäuseheld, Rolle: Prinzessin Pea
- 2008: Für Blake Lively in Eine für 4 – Unterwegs in Sachen Liebe, Rolle: Bridget
- 2009: Für Liza Lapira in Fast & Furious – Neues Modell. Originalteile., Rolle: Agent Sophie Trinh
- 2010: Für Dianna Agron in Burlesque, Rolle: Natalie
- 2011: Für Blake Lively in Green Lantern, Rolle: Carol Ferris
- 2011: Für Sarah Roemer in The Event, Rolle: Leila Buchanan
- 2013: Für Rachelle Lefèvre in White House Down, Rolle: Melanie
- 2014: Für Rachael Taylor in The Loft, Rolle: Anne Morris
- 2014: Für Paula Patton in Liebe im Gepäck, Rolle: Montana Moore
- 2016: Für Olivia Munn in Ride Along: Next Level Miami, Rolle: Maya Cruz
- 2017: Für Christina Aguilera in Emoji – Der Film, Rolle: Akiko Glitter
- 2019: Für Gal Gadot in Chaos im Netz, Rolle: Shank
- 2020: Für Mary Elizabeth Winstead in Birds of Prey: The Emancipation of Harley Quinn, Rolle: Helena Bertinelli / Huntress
- 2021: Für Alana Haim in Licorice Pizza, Rolle: Alana Kane
- 2022: Für Gemma Chan in Don’t Worry Darling, Rolle: Shelley
- 2023: Für Deki Lhamo Was will der Lama mit dem Gewehr?, Rolle: Tshomo
- 2024: Für Jodie Whittaker (Ein klitzekleines Weihnachtswunder), Rolle: Mrs. Williams

### Serien
- 1997–2010: Für Laura Howard in Inspector Barnaby, Rolle Cully Barnaby
- 1998–2000: Für Georgina Sherrington in Eine lausige Hexe, Rolle: Mildred Hoppelt
- 1999–2003: Für Meryl Cassie in The Tribe – Welt ohne Erwachsene, Rolle: Ebony
- 2001: X – Die Serie, Rolle: Arashi Kishu
- 2001–2005: Braceface, Rolle: Mariah Wong
- 2003: Love Hina, Rolle: Naru Narusegawa
- 2003: Für Tara Reid in Scrubs – Die Anfänger, Rolle: Danni Sullivan
- 2004: Final Fantasy Unlimited, Rolle: Lisa Pacifist
- 2004: Neon Genesis Evangelion, Rolle: Maya Ibuki
- 2004: Kujibiki Unbalance, Rolle: Shinobu Enomoto
- 2004: Rozen Maiden, Rolle: Suigintou
- 2004–2006: Für Amanda Seyfried in Veronica Mars, Rolle: Lilly Kane
- 2005: Itsudatte my Santa, Rolle: Mai
- 2005: Für Kate Bell in Blue Water High, Rolle: Rebecca Sanderson
- 2005–2006: Für Devon Sorvari in Gilmore Girls, Rolle: Honor Huntzberger
- 2005–2013, 2019–2020: Für Coté de Pablo in Navy CIS, Rolle: Ziva David
- 2006: Für Marnette Patterson in Charmed – Zauberhafte Hexen, Rolle: Christy Jenkins
- 2006–2007: Für Kiele Sanchez in Lost, Rolle: Nikki Fernandez
- 2007: Oh! My Goddess, Rolle: Megumi Morisato
- 2007–2008: Für Deanna Russo in Knight Rider, Rolle: Sarah Graiman
- 2008: Supernatural, Rolle: Tessa
- 2009: Für Missy Peregrym in Reaper – Ein teuflischer Job, Rolle: Andi Prendergast
- 2009: Für Elaine Cassidy in Harper’s Island, Rolle: Abby Mils
- 2009: Für Deanna Russo in Knight Rider, Rolle: Sarah Graiman
- 2009: Canaan, Rolle: Alphard
- 2009: Für Leven Rambin in Grey’s Anatomy, Rolle: Sloan Riley
- 2009 Für Shannon Lucio in Prison Break, Rolle: Trishanne / Miriam Holtz
- 2009: Für Liza Lapira in Dexter, Rolle: Yuki Amado
- 2009–2010: Code Geass – Hangyaku no Lelouch, Rolle: Shirley Fenette
- 2009–2015: Für Anna Paquin in True Blood, Rolle Sookie Stackhouse
- 2010: Für Emma Bell in The Walking Dead, Rolle Amy
- 2011: Für Vinessa Antoine in Being Erica – Alles auf Anfang, Rolle: Judith Winter
- 2011: Für Maiara Walsh in Vampire Diaries, Rolle: Sarah
- 2011–2012: Für Alexandra Breckenridge in American Horror Story: Murder House, Rolle: junge Moira o’Hara
- 2012: Für Olivia Munn in New Girl, Rolle: Angie
- 2012–2013: Für Elaine Cassidy in The Paradise, Rolle: Katherine Glendenning
- 2013: Für Brooke D’Orsay in Two and a Half Men, Rolle: Kate
- 2013: Für Alexandra Breckenridge in American Horror Story: Coven, Rolle: Kaylee
- 2013: Für Alyssa Diaz in Vampire Diaries, Rolle: Kim
- 2013–2015: Für Eliza Dushku in Hulk und das Team S.M.A.S.H., Rolle: Jennifer Walters / She-Hulk
- 2013, 2017: Für Emma Bell in Dallas, Rolle: Emma Ryland
- 2013–2020: Für Amanda Schull in Suits, Rolle: Katrina Bennett
- 2014: Für Brianna Brown in Devious Maids – Schmutzige Geheimnisse, Rolle Taylor Stappord
- 2014: Für Tamla Kari in Die Musketiere, Rolle Constance Bonacieux
- 2014–2017: Für Sophia Bush in Chicago P.D., Rolle Erin Lindsay
- 2014–2018: Für Bitsie Tulloch in Grimm, Rolle Juliette Silverton
- 2014–2019: Für Erin Richards in Gotham, Rolle Barbara Kean
- 2017–2019: Für Yara Martinez in The Tick, Rolle Miss Janet Lint
- 2018: Für Kelly Metzger in Ninjago, Rolle Nya (Folgen 8.01–8.05, Vertretung für Magdalena Turba)
- 2018: Für Kate Mara in Pose, Rolle Patty Bowes
- 2019: Für Saori Hayami in Demon Slayer: Kimetsu no Yaiba, Rolle: Shinobu Kocho
- 2021: Für Lynn in Dr. Stone: Stone Wars, Rolle: Lillian Weinberg
- seit 2023: Für Kiele Sanchez in Criminal Minds, Rolle Sydney Voit
- 2024: Für Margarita Levieva in The Acolyte, Rolle: Mutter Koril

### Shows
- 2007: Für Elyse Sewell in America’s Next Top Model

### Hörspiele und Hörbücher (Auswahl)
Koschny ist im Laufe ihrer Karriere bereits für verschiedene Verlage tätig gewesen, so etwa für der Hörverlag, Hörbuch Hamburg, der Audio Verlag, Lübbe Audio, Argon Verlag & Audible.
- 2008: Für Bastei Lübbe Verlag in Offenbarung 23 – Folge 22: Der Fluch des Tutanchamun, Rolle: Evelyn Carnarvon
- 2008: Für Schrödermedia in Seelenficker (Hörbuch, Lesung) – Autorin: Natascha
- 2008: Für Kiddinx in Bibi Blocksberg – ab Folge 89: Die Junghexenbande, Rolle: Junghexe Xenia
- 2009: Für Der Audio Verlag in Charleston Girl (Lesung)
- 2009: Für Der Audio Verlag in Shopaholic (Lesung)
- 2010: Für Der Audio Verlag in Fast geschenkt (Lesung)
- 2010: Die Tribute von Panem 1. Tödliche Spiele von Suzanne Collins, Oetinger Verlag Hamburg, 6 CDs 381 Min., ISBN 978-3-8373-0515-9. (Hörbuch)
- 2010: Die Tribute von Panem 2. Gefährliche Liebe von Suzanne Collins, Oetinger Verlag Hamburg, 6 CDs 396 Min., ISBN 978-3-8373-0532-6, (DE: Gold (Hörbuch-Award))[4]
- 2011: Die Tribute von Panem 3. Flammender Zorn von Suzanne Collins, Oetinger Verlag Hamburg, 6 CDs 420 Min., ISBN 978-3-8373-0560-9, (DE: Gold (Hörbuch-Award))
- 2014: 28 Tage lang von David Safier, Argon Verlag. 2014, ISBN 978-3-8398-1306-5.
- 2014: Phantasmen von Kai Meyer, Silberfisch Verlag, ISBN 978-3-8449-0925-8.
- 2014: Das Jahr, nachdem die Welt stehen blieb von Clare Furniss, Carl Hanser Verlag, ISBN 978-3-8373-0831-0.
- 2015–2017: Monster 1983, Lübbe Audio & Audible, als Roberta
- 2018: Passagier 23 von Sebastian Fitzek (Stimme von Dr. Elena Beck), Audible Originals, ISBN 978-3-7857-5047-6
- 2021: Mein Körper ist ein Superheld von Matthias von Bornstädt, cbj audio (Random House Audio, Hörbuch-CD, gemeinsam mit Jakob Roden), ISBN 978-3-8371-5578-5
- 2021: Phantasmen von Kai Meyer, Hörbuch Hamburg, ISBN 978-3-8449-2992-8 (Hörbuch-Download)
- 2022: DIE BÜCHER, DER JUNGE UND DIE NACHT von Kai Meyer, Argon Verlag, ISBN 978-3-7324-2002-5 (Gemeinsam mit Simon Jäger & Johann von Bülow, Hörbuch-Download)
- 2023: Sebastian Fitzek & Josef Ulbig: Der Nachtwandler – Das Hörspiel, Audible Studios, (u. a. mit Dietmar Wunder & Oliver Siebeck)
- 2024: Amy Neff: Warte auf mich am Meer, der Hörverlag, ISBN 978-3-8445-5180-8 (Hörbuch Download, Roman, mit Richard Barenberg, Daniela Hoffmann, Nicholas Mockridge & Lydia Herms)

### Videospiele
- 2014: Clara Lille in Watch Dogs
- 2015: Lara Croft in Rise of the Tomb Raider
- 2015: Claire Dearing in Lego Dimensions
- 2016: Beth Wilder in Quantum Break
- 2016: Athena in Overwatch
- 2016: Kait Diaz in Gears of War 4
- 2018: Lara Croft in Shadow of the Tomb Raider[5]
- 2018: North in Detroit: Become Human
- 2019: Alani Kelso in Tom Clancy’s The Division 2
- 2019: Kait Diaz in Gears 5
- 2020: Eivor (weiblich) in Assassin’s Creed Valhalla
- 2021: Diane in Life Is Strange: True Colors
- 2022: May in It Takes Two
- 2023: Jill Warrick (als junge Erwachsene) in Final Fantasy XVI
- 2023: Zendara in Immortals of Aveum

## Auszeichnungen
- 2015: Deutscher Hörbuchpreis – Beste Interpretin (Für ihre Lesung des Jugendbuches Das Jahr, nachdem die Welt stehen blieb, von Clare Furniss)